# Longdog
Ein Longdog ist ein Hybridhund, der das Ergebnis einer Verpaarung zweier oder mehrerer Windhundrassen ist. Somit ist er keine Hunderasse im eigentlichen Sinne, sondern eine Gebrauchskreuzung aus Hybridzucht. Der Longdog muss vom Lurcher abgegrenzt werden, der eine Kreuzung zwischen einem Windhund und einer anderen Hunderasse ist.

## Aussehen

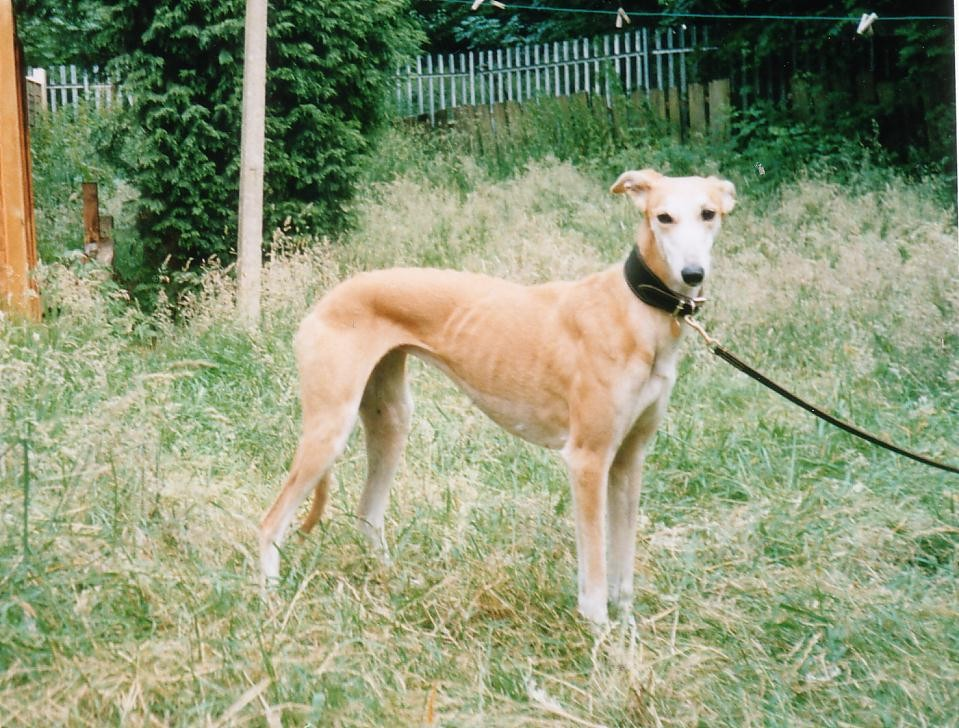
Longdog (Saluki X Greyhound)

Da ein Longdog aus allen Windhundrassen gezüchtet werden kann, sind seine Größe, sein Gewicht und sein Haarkleid sehr variabel. Allen Longdogs gemeinsam ist jedoch der windhundartige Körperbau, also lange Läufe, tiefe Brust, gut hochgezogener Bauch, langer Hals und starke Bemuskelung.

## Verwendung
Longdogs wurden ursprünglich für die Hetzjagd auf Sicht auf Hasen und zum Teil auch auf größere Tiere (Wölfe, Hirsche, Kojoten) gezüchtet – ein Beispiel dafür ist der American Staghound. In Mitteleuropa werden sie vor allem beim Coursing eingesetzt, da die Jagd auf Sicht in den meisten Ländern verboten ist. Longdogs sind meist angenehme Familienhunde, haben jedoch einen ausgeprägten Jagdtrieb.